# Matrimandir
Le Matrimandir (en sanskrit le temple de la Mère) est un bâtiment situé au centre d’Auroville, en Inde, considéré comme « l'âme de la ville » par sa fondatrice, Mirra Alfassa.
Il consiste en une immense sphère dorée de 36 m de diamètre. Sa construction, entreprise en 1972, sans aucun engin de travaux, est certainement celle qui a nécessité le plus de main-d'œuvre — aurovillienne et indienne. Il n'a été terminé qu'en 2008.
C'est une gigantesque salle, aux murs revêtus de marbre blanc, abritant ce qui est censé être le plus gros globe de cristal au monde (70 cm de diamètre), lequel est éclairé par les rayons du soleil grâce à un jeu de miroirs installé sur le toit. Conçue comme lieu destiné à la méditation, cette chambre ne renferme ni fleurs, ni encens, ni musique susceptibles d'évoquer un  édifice religieux.
Qualifié de « gigantesque balle de golf dorée » et de « simili Epcot Center » par le guide Lonely Planet pour l'Inde méridionale, le Matrimandir est visible de tous les points du territoire de la ville.
En 2016, le lieu a accueilli un pandal en hommage aux victimes des attentats du 13 novembre 2015 en France.